# Nút
Nút je staroegyptská bohyně nebe, vesmíru a hvězd. Je dcerou Šua a Tefnuty. Její bratr a manžel Geb je bohem země. Odděluje je jejich otec Šu. Podle mytologie spolu měli 5 dětí.
Její jméno, také přepisováno jako Nuit nebo Nut, znamená nebe (v egyptštině nwt).
Podle egyptských kosmologických představ je tělo Nút celá obloha, její prsty ukazují ve směru jednotlivých světových stran. Zobrazována je jako krásná žena, většinou nahá, jejíž tělo zdobí hvězdy a která je skloněna jako obloha nad světem a jeho obyvateli. Symbolem Nút je dále fíkovník egyptský (tímto epitetem je často oslovována v modlitbách) a kráva (v níž se bohyně promění v báji o stvoření světa).
S bohyní Nut jsou spojeny také některé tituly, např. Ta, která pokrývá oblohu, Ta, která ochraňuje, Vládkyně všech, Ta, která nese tisíc duší. Po Eset je Nút jedna z nejvýznamnějších bohyň egyptského pantheonu.
Nút je mimo základní symboliku také symbolem znovuzrození – podle egyptských kosmologických představ totiž bohyně Nút (tedy personifikace oblohy) pohltí zemi a ráno ji zase porodí. Hraje proto významnou úlohu i v egyptských eschatologických představách.

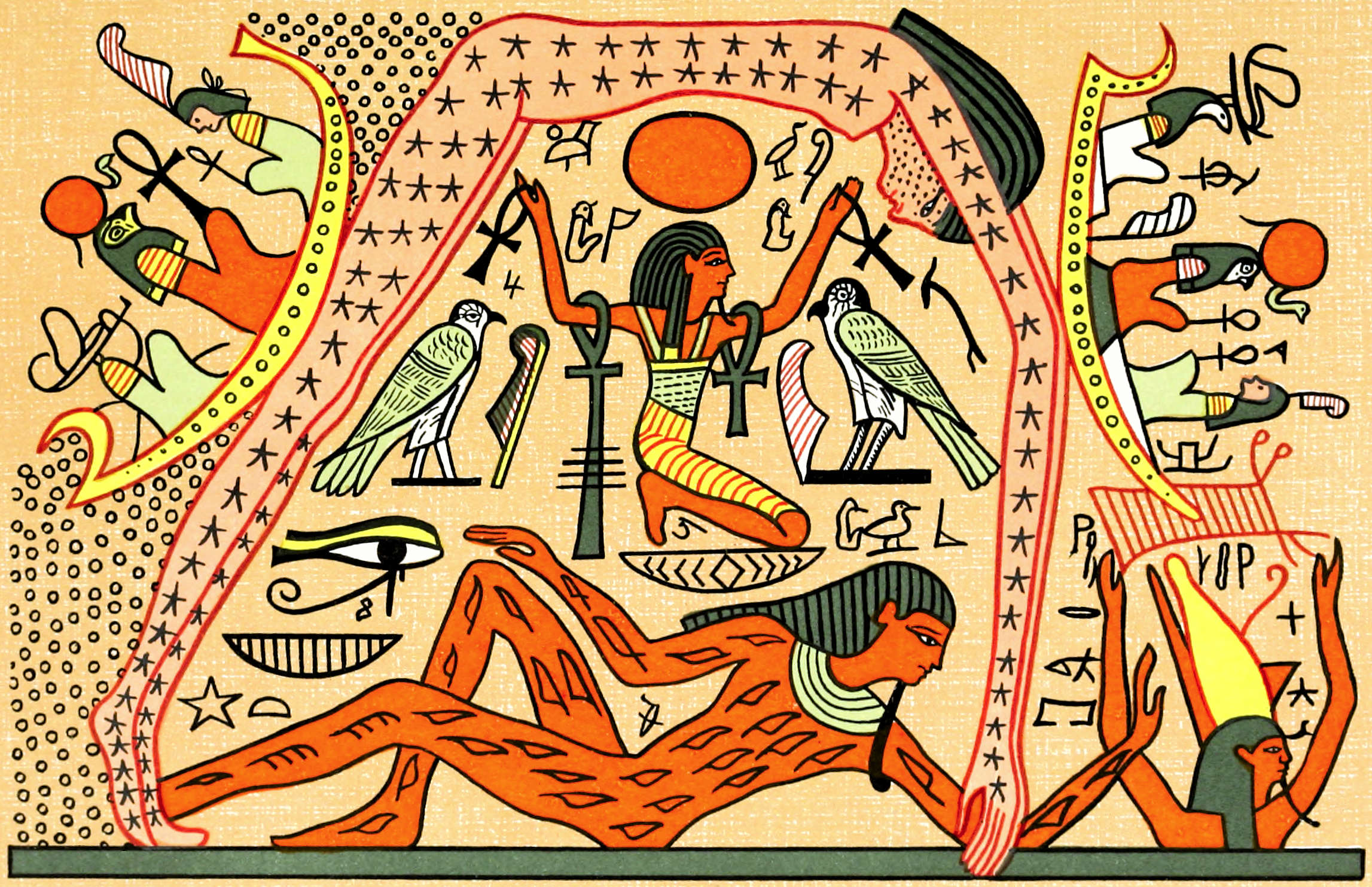
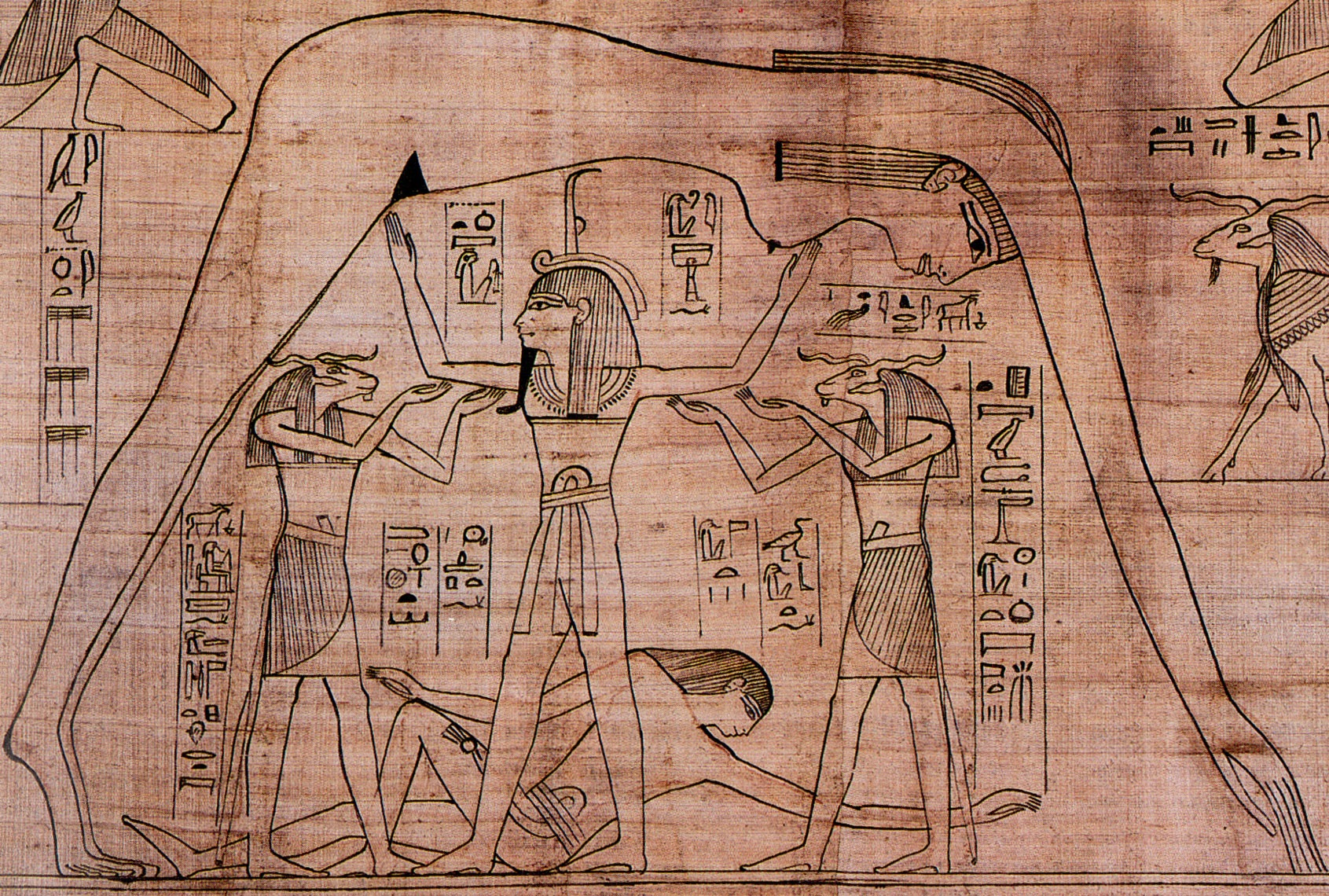
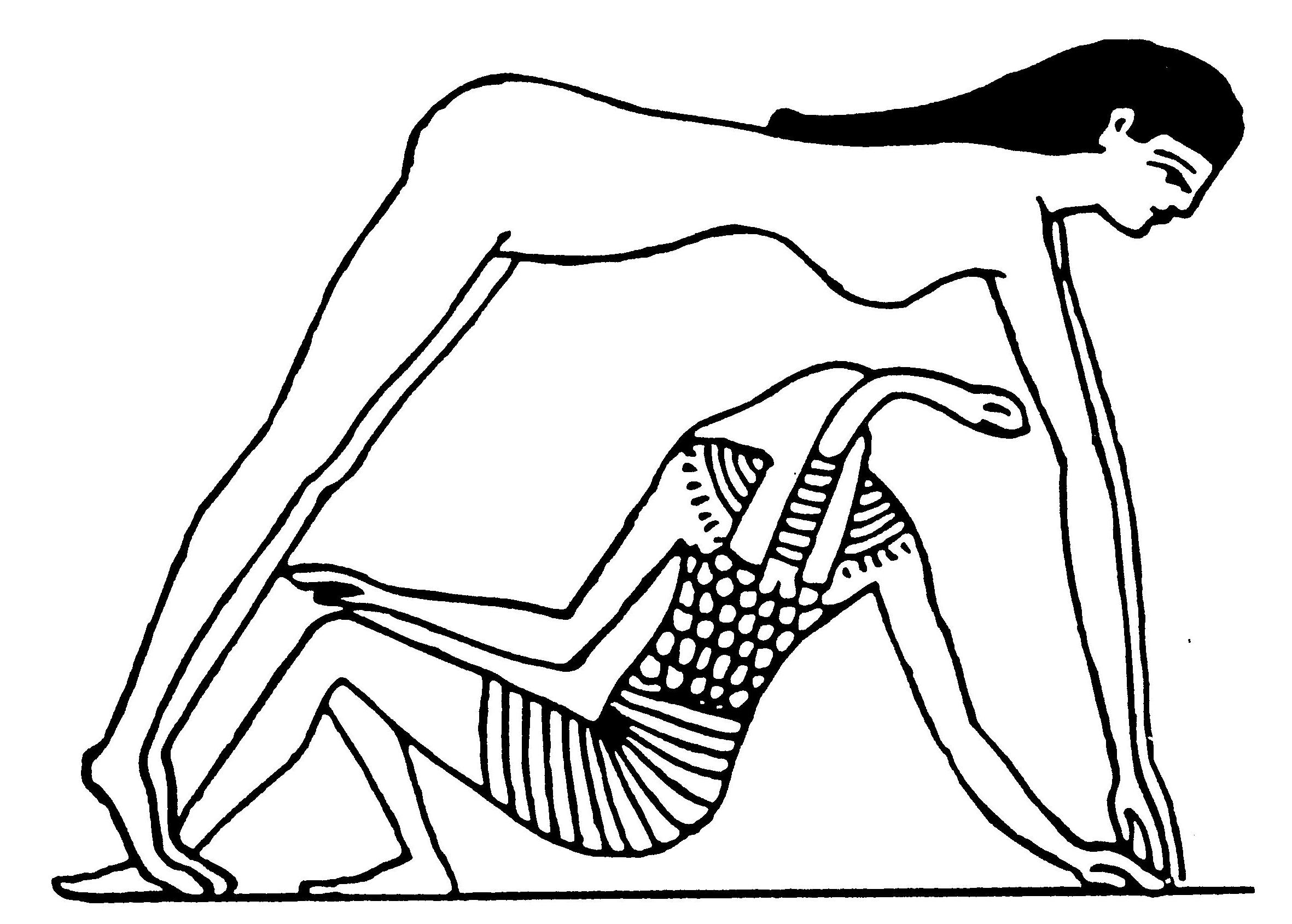
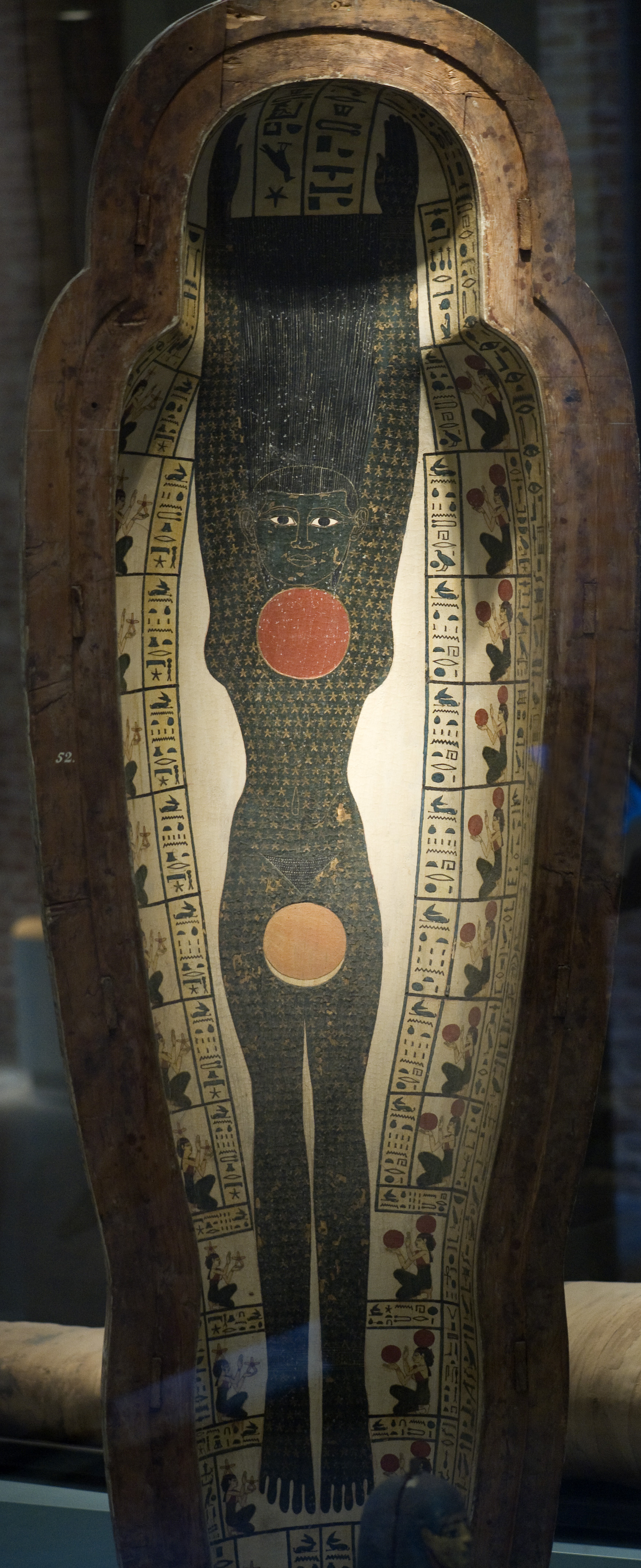